# Fays-la-Chapelle

Fays-la-Chapelle este o comună în departamentul Aube din nord-estul Franței. În 1 ianuarie 2022 avea o populație de 120 de locuitori.